# Крикуни
«Крикуни» (англ. Screamers) — фантастичний бойовик 1995 року за повістю Філіпа Діка «Друга модель» («Second Variety»). Із часом набув статусу культового.

## Сюжет
2078 рік. Планета Сиріус-6Б. 50 років видобувна компанія «НЕБ» («Новий Економічний Блок») контролює видобуток корисних копалин на планетах усіх відомих сонячних систем. 20 років тому на Сиріусі-6Б «НЕБ» відкрив засіб проти світової енергетичної кризи — речовину бериній. Його видобування призвело до небезпечного забруднення. «Альянс», профспілка шахтарів та науковці висунули вимогу припинити видобуток. У відповідь «НЕБ» оголосив війну й бомбардував планету.
Через п'ять років з початку війни вчені «Альянсу» створили та розгорнули автономні мобільні мечі (AMS) — штучні інтелектуальні самовідтворювані машини, які самостійно полювали та вбивали солдатів «НЕБ». Вони мають вигляд сфер із лезами та отримали прізвисько «крикуни» через високий шум, який вони видають під час нападу. Крикуни відслідковують цілі за їх серцебиттям, тому солдати «Альянсу» носять пристрої, які передають сигнал, що приховує серцебиття власника та робить їх «невидимими» для машин.
Одного дня офіцер «Альянсу» — полковник Гендриксон отримує від керівника бази «НЕБ» пропозицію домовитися про примирення, а можливо й закінчити війну остаточно. Гендриксон бере з собою новачка та йде на зустріч — до штабу «НЕБ». По дорозі їм зустрічається обшарпаний хлопчик на ім'я Девід та просить узяти із собою. Наступної ночі на них нападає крикун, обладнаний ногами, якого вони ніколи раніше не бачили. Гендриксон стривожений тим, що маскування не спрацювало в цьому випадку.
Коли група наближається до групи «НЕБ», двоє ворожих солдатів, Беккер і Росс, відкривають вогонь по Девіду. Вони пояснюють, що хлопчик був новим крикуном «третього типу», який вдає з себе людину. Більшість контингент «НЕБ» були вбиті ще одним крикуном «Девідом», якого патруль пропустив на базу. Беккер, Росс і торговець чорного ринку на ім'я Джесика єдині, хто вціліли. Гендриксон шукає в комп'ютері інформацію про «другий тип», але знаходить.
Група прямує до штабу, але знаходить лише порожню будівлю та калюжі крові. Виявивши мейнфрейм, Гендриксон дізнається, що пропозиція перемир'я була фальшивою, як і повідомлення Альянсу з Землі. Група відступає до бункера, переслідувана «Девідами». Бійці виявляють, що крикуни самостійно розробили нові версії роботів, які неможливо відрізнити від людей і на яких не діє маскування. Беккер підозрює, що Росс теж крикун, і вбиває його, проте той був людиною.
Четверо вцілілих відступають на базу Альянсу, але її вже захопили «Девіди». Коли десятки «Девідів» прямують убити їх, Гендриксон запускає по бункеру ракету, знищуючи їх. Джефферсон кидається на допомогу Беккеру, який був поранений під час вибуху, але Беккер виявляється крикуном «другого типу» і вбиває Джефферсона. Після того, як Гендриксон знищив Беккера, залишилися тільки він і Джесика. Побоюючись, що Джесика може бути крикуном, Гендриксон ріже їй руку та з полегшенням побачить кров.
Пара знаходить аварійний шаттл, але він може перевозити лише одну людину. Гендриксон пропонує Джесиці врятуватися, але приходить друга «Джесика», ще більше схожа на людину. Не розуміючи, яка з них справжня, Гендриксон змирюється зі смертю, але одна з Джесик захищає його, а потім жертвує собою в битві зі своїм двійником. На останньому подиху Джесика освідчується в коханні Гендриксону, який відлітає на Землю з плюшевим ведмедиком, якого мав перший зустрінений ним «Девід». Поки він не бачить, іграшка починає рухатися.

## Творці фільму

### Режисер
- Крістіан Дугай[en]

### Автори сценарію
- Ден О'Бенон — сценарій
- Мігель Техада-Флорез — сценарій
- Філіп Дік — оповідання «Друга модель»

### Продюсери
- Франко Баттіста — продюсер
- Том Беррі — продюсер
- Чарльз Фрайс[en]— виконавчий продюсер
- Стефан Водославський[en] — асоційований продюсер

### Актори та персонажі
- Пітер Веллер — полковник Джозеф Гендриксон
- Рой Дюпуі[en] — Бекер
- Дженніфер Рубін — Джесика Гансен
- Ендрю Лоуер[en] — Ейс Джеферсон
- Рон Вайт[en] — Чак Елбарак
- Чарльз Паввел — Росс
- Ліліана Коморовська[ru] — Ландовська

### Композитор
- Норманд Корбейл[en]

### Оператор
- Родні Гіббонс

## Продовження

Крикуни: Полювання

У січні 2007 року почалася робота над продовженням до «Крикунів». Фільмування проходили в Канаді. Режисером фільму «Крикуни: Полювання» (англ. Screamers: The Hunting) став Шелодон Вілсон (англ. Sheldon Wilson), головні ролі зіграли Джина Голден (Gina Holden), Джана Паласке (Jana Pallaske), та зірка багатьох фантастичних фільмів Ленс Генриксен (англ. Lance Henriksen).
Події Фільму розгортаються за кілька років після першого фільму. З'ясовується, що полковник Гендриксон загинув, коли його корабель розбився, входивши в атмосферу Землі. На землі вважають що він учинив самогубство через пост-травматичний стрес.
Фільм розповідає про сімох солдатів із Землі, яких спрямували розслідувати сигнал SOS з Сиріусу-6Б. Серед солдатів є дочка полковника Гендриксона — лейтенант Вікторія Бронте, що самохіть приєдналася до місії, сподіваючись дізнатися що ж насправді трапилося з її батьком.
Поруч із крикунами з оригінального фільму, цей фільм знайомить глядача з новою, смертельнішою та досконалішою моделлю крикуна.
Фільм випущено 2009 року одразу на DVD

## Цікаві факти

дошка для Гри з Ур (кадр з фільму)

- Ден О'Бенон почав працювати над сценарієм «Крикунів» ще 1981 року. На чернетці сценарію від 10.10.1984 співавтором значиться Майкл Кампус (англ. Michael Campus).
- Ранні версії сценарію мали назву «Claw» (Кіготь), як посилання на роботів, що в оповіданні Філіпа Діка звалися кігті, а не крикуни.
- У оповіданні Філіпа Діка події відбуваються на Землі, а не на Сиріусі 6Б. В оригіналі крикунів розробили Американські військовики, що ховалися на Місяці, для вигубу Радянської Армії, після того, як Радянський Союз цілком знищив Сполучені Штати.
- Дивна гральна дошка на початку фільму — Гра з Ур (також відома, як Гра у 20 квадратів), гра з Давньої Месапотамії, що її правила було втрачено.
- Продюсер Том Бері зафільмувався в ролі техніка.
- Ленс Генриксен знімався у фільмі «Чужий проти Хижака», а Джина Голден у його продовженні «Чужі проти Хижака: Реквієм».